# Verlhac-Tescou
Verlhac-Tescou település Franciaországban, Tarn-et-Garonne megyében. Lakosainak száma 565 fő (2022. január 1.). Verlhac-Tescou La Salvetat-Belmontet, Le Born, Villemur-sur-Tarn, Beauvais-sur-Tescou, Montdurausse, Montgaillard, Saint-Urcisse, Saint-Nauphary és Varennes községekkel határos.

## Népesség
A település népessége az elmúlt években az alábbi módon változott:
| Lakosok száma | 507  | 517  | 534  | 519  | 521  | 522  | 541  | 552  | 565  |
|               | 2013 | 2015 | 2016 | 2017 | 2018 | 2019 | 2020 | 2021 | 2022 |